# Pabellón Militar del Cuartel del Revellín
El Pabellón Militar del Cuartel del Revellín  llamada popularmente Casa n.º 30 del Paseo de Revellín, es un antiguo pabellón militar de la ciudad española de Ceuta. Se encuentra en el Paseo del Revellín, n º 30 del Península de La Almina, y es un Bien de Interés Cultural.

## Historia
Fue construido en 1900 por la Comandancia Exenta de Ingenieros como pabellón militar del Cuartel del Revellín, y al desaparecer este, fue  comprado por el Ayuntamiento de Ceuta, siendo declarado Bien de Interés Cultural el 28 de agosto y restaurado por Javier Arnaiz Seco, arquitecto municipal para ser la sede del Museo Municipal de Ceuta y del Instituto de Estudios Ceutíes.

## Descripción
Construido en ladrillo macizo, consta de plantas baja, principal y cuenta con dos aljibes en su subsuelo. De sus fachadas destacan los vanos, arcos de carpanel, con su clave resaltada  con guardapolvos, revestidas con piedras locales y sus balconada corrida de forja, contando con una escalera interior pretenciosa.